# Jens Jessen
Jens Jessen, född 5 februari 1854 i trakten av Møgeltønder, död 22 juli 1906 i Köpenhamn, var en  nordslesvigsk publicist och politiker.
Jessen, som var av gammal bondesläkt, tog skollärarexamen 1874 i Tønder och 1880 i Kassel. Då han ej fick tillstånd att överta en privat realskola i Haderslev, blev han i stället juli 1882 redaktör för "Flensborg Avis", som han upparbetade till den bästa och mest spridda danska tidning i Nordslesvig. 
Jessen hävdade oförväget sin ställning som danskhetens sydligaste förpost mitt i en övervägande tysk stad och måste tillbringa inalles fyra år i tyskt fängelse. Ingen av Nordslesvigs ledande personligheter var så hatad av tyskarna; ingen hävdade heller med större seghet, att Pragfredens 5:e paragraf var de danska slesvigarnas goda rätt, utan hänsyn till att Österrike-Ungern redan 1878 avstått från dess verkställande. 
Jessen var även en vältalig föreläsare och eggande agitator. Efter Gustav Johannsens död (1902) invaldes han i tyska riksdagen och återvaldes året därpå med ökat röstetal. Han visade sig snart vara en duktig parlamentariker, som förstod att skaffa sig gehör och begagna varje tillfälle, att föra fram sin sak. Han hade även väsentlig del i förberedelsen av optantsakens lösning genom överenskommelsen den 11 januari 1907. Redigeringen av "Flensborg Avis" fortsattes tillsammans med hans viktigaste medarbetare, A. Svensson, av Jessens änka Marie Fibiger, brorsdotter till Mathilde och Ilia Fibiger, som även utgav Redaktør Jessens artikler i udvalg (1907).